# Cnemidophorus septemvittatus
Cnemidophorus septemvittatus är en ödleart som beskrevs av  Cope 1892. Cnemidophorus septemvittatus ingår i släktet Cnemidophorus och familjen tejuödlor. Inga underarter finns listade i Catalogue of Life.